# ایدئونلا
ایدئونلا گونه‌ای از باکتری‌ها در خانواده‌ی کوماموناداسه  است. 

## کاربردها

### ایدئونلا ساکاینسیس
در سال ۲۰۱۶ گزاره ای پیدا شد که نشان می داد ، باکتری Ideonella sakaiensis (آیدئونلا ساکاینسیس) می تواند پلی‌اتیلن ترفتالات ، که کاربردی گسترده در ساخت بطری‌ها، ظروف غذا و الیاف مصنوعی به‌کار می‌رود، را تجزیه کند. این باکتری‌ها که به لایه‌ای نازک از پلاستیک PET با درجه پایین چسبیده بودند، با به کار بردن دو آنزیم تازه‌ شناخته‌ شده به نام‌ های پلی‌اتیلن ترفتالات هیدرولاز (PETase ) و مونو(2-هیدروکسی‌اتیل)ترفتالات هیدرولاز (MHETase )، این پلیمر را به دو ترکیب غیر سمی و قابل تجزیه در محیط زیست تبدیل می‌کردند که به عنوان منبع اصلی تغذیه‌ شان عمل می‌کرد. 
یک کلونی از باکتری‌های Ideonella sakaiensis (ایدئونلا ساکاینسیس) می‌تواند یک بطری پلاستیکی از جنس پلی‌اتیلن ترفتالات با کیفیت پایین را طی حدود شش هفته به‌طور کامل تجزیه کند و اما در باره محصولات با کیفیت بالاتر، باید برای آغاز فرآیند تجزیه، نخست پلاستیک گرم و سپس سرد شود تا ساختار آن سست شده و باکتری‌ها بتوانند تجزیه را آغاز کنند. 
این باکتری‌ها همچنین می‌توانند برای کاهش  پسماند های صنعتی در فرآیند ساخت پلاستیک کاربرد داشته باشند. 